# Megachile strandi
Megachile strandi är en biart som först beskrevs av Popov 1936.  Megachile strandi ingår i släktet tapetserarbin, och familjen buksamlarbin. Inga underarter finns listade i Catalogue of Life.